# Cultura na ditadura militar brasileira

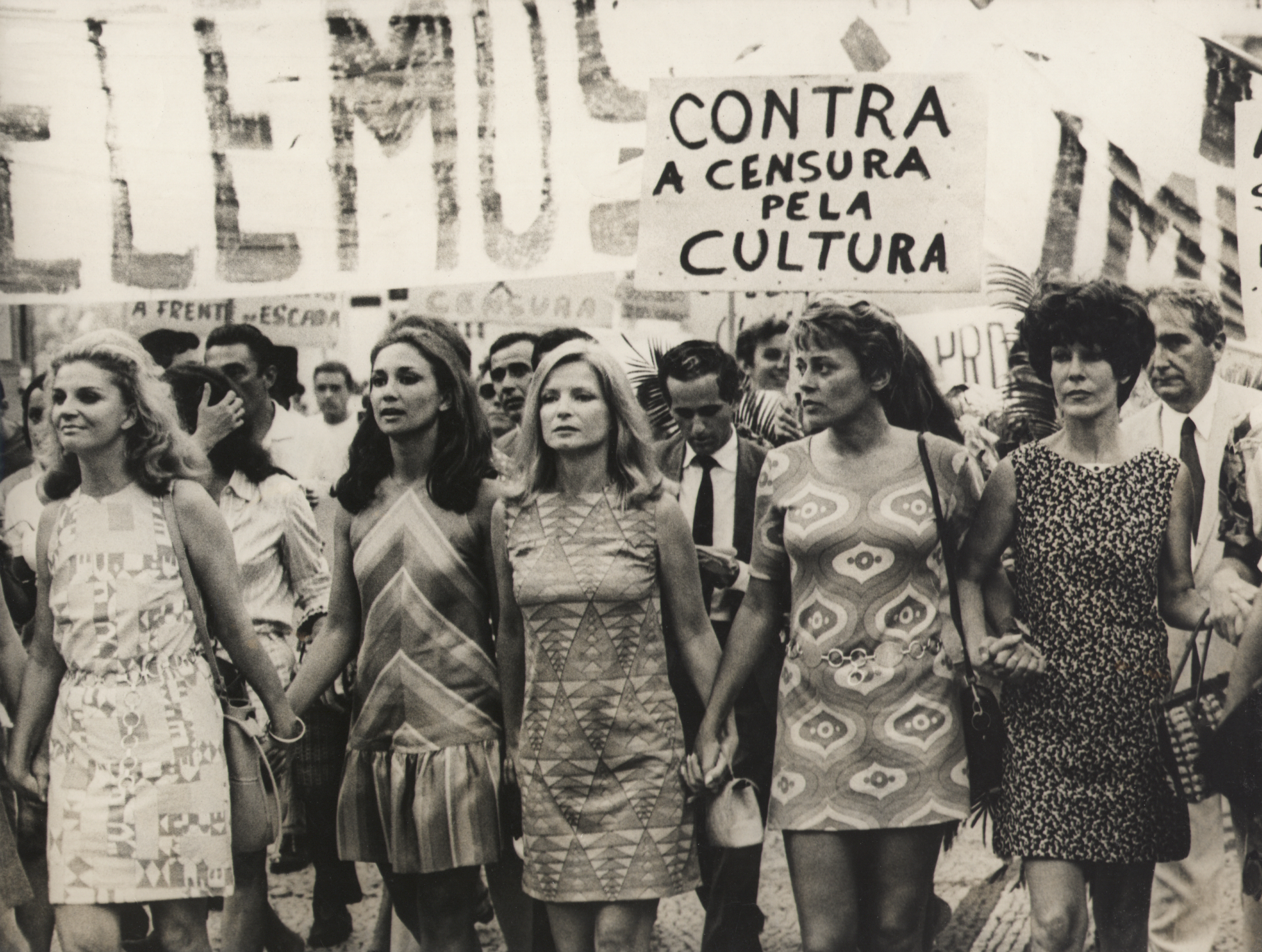
Protesto Cultura contra Censura em fevereiro de 1968. Na foto: Tônia Carrero, Eva Wilma, Odete Lara, Norma Bengell e Cacilda Becker.

A cultura na ditadura militar brasileira foi marcada especialmente pelo engajamento político à esquerda, pelo desejo de mudança e pelas críticas ao governo.

## Panorama histórico
Durante o primeiro governo da ditadura militar brasileira, havia uma aparente tolerância ou negligência em relação à cultura de protesto, que incluía manifestações artísticas como música, cinema, literatura e artes plásticas. Artistas e intelectuais utilizavam sua arte e senso de humor para criticar a censura e o regime, incentivando a rebeldia e denunciando o terrorismo cultural. No entanto, em 1968, um ano de grande agitação política e social, a censura se intensificou e grupos paramilitares de direita começaram a ameaçar e atacar manifestações artísticas, mesmo com o florescimento deste tipo de produção cultural. Com a implantação do AI-5, houve uma drástica diminuição das oportunidades para a arte comprometida com as lutas sociais e os programas políticos que foram derrotados em 1964, embora estas margens não tenham sido completamente extintas.
Apesar da repressão oficial do regime militar, houve uma mobilização de diversos grupos sociais em reação aos abusos cometidos pelo governo. Na verdade, à medida que a censura se intensificava, os movimentos de resistência se radicalizavam ainda mais. Isso pode ser comprovado pelo surgimento da Passeata dos Cem Mil e pelo crescimento de grupos subversivos armados.

## Aspectos

### Teatro
No teatro, muitas apresentações tinham um caráter revolucionário, como aquelas realizadas nos palcos do Opinião, Oficina e Arena, em resposta ao conservadorismo social e às restrições políticas da época. O Centro Popular de Cultura (CPC), que era afiliado à União Nacional dos Estudantes (UNE), compartilhava da visão de Bertolt Brecht de que o teatro era uma ferramenta importante de combate político. Com a promulgação do AI-5, muitas companhias teatrais foram dissolvidas, mas isso não diminuiu a força combativa dessas encenações.

### Cinema
No cinema, boa parte das produções eram realizadas pelos artistas do Cinema Novo, que sempre tiveram uma preocupação fundamental com as reflexões sobre a identidade nacional brasileira, mas que agora se engajavam politicamente e lutavam pela democracia. Ao mesmo tempo, o Cinema Marginal, que havia surgido na década de 60, assumiu o papel de vanguarda cinematográfica no país e desempenhou um papel fundamental na conscientização política sobre a dura realidade brasileira.

### Música
Durante os anos 60 e 70, a música brasileira alcançou um período de grande criatividade, impulsionado por compositores e cantores renomados como Tom Jobim, Vinícius de Moraes, Chico Buarque, Caetano Veloso e Gilberto Gil. Grande parte dessa produção musical foi motivada pela resistência à repressão militar, que limitava as liberdades artísticas por meio de meios opressivos. O movimento tropicalista destacou-se nesse período por defender uma posição crítica ao regime militar e por buscar criar uma identidade nacional, enquanto promovia o intercâmbio cultural com outras culturas do mundo. Embora se opusessem ao "imperialismo econômico norte-americano", os tropicalistas utilizaram influências do rock'n'roll, como a guitarra elétrica. Os festivais de música foram um espaço importante para a expressão artística e política, proporcionando um alívio temporário da censura governamental. Transmitidos pelas grandes emissoras de televisão da época, como a TV Excelsior, TV Record e TV Globo, os festivais se tornaram uma forma popular de entretenimento e expressão.

## Tropicália
Tropicália, tropicalismo ou movimento tropicalista foi um movimento cultural brasileiro da segunda metade da década de 1960. Embora a música fosse sua expressão principal, a Tropicália envolveu outras formas de arte como cinema, teatro e poesia.
Uma das marcas principais do tropicalismo foram suas inovações estéticas radicais, que mesclavam elementos de manifestações tradicionais da cultura do Brasil – notadamente a união do popular e da vanguarda, bem como a fusão da tradição brasileira – com tendências estrangeiras da época. Esses objetivos comportamentais encontraram eco em boa parte da sociedade brasileira sob a ditadura militar no final da década de 1960.
Musicalmente, a Tropicália representou uma renovação no cenário musical brasileiro ao fundir gêneros como o baião, o caipira, o pop e o rock. Essas experimentações culminaram no lançamento do célebre LP Tropicalia ou Panis et Circencis, em 1968, com a participação dos representantes tropicalistas Caetano Veloso, Gilberto Gil, Gal Costa, Os Mutantes e Tom Zé.